# Черем
Черем (алб. Çerem) је насељено место у општини Тропоја у округу Кукеш, Албанија. Према попису из 1989. године било је 317 становника.
Черем су једно од насеља племена Краснићи.